# Andrakammarvalet i Sverige 1932
Andrakammarvalet i Sverige 1932 hölls den 17-18 september 1932.

## Valkampanj
Den 17 juli höll statsminister Ekman tal i Örbyhus i Uppland där han gick till angrepp mot Bondeförbundet som han ansåg vara ett "klassparti", det vill säga endast intresserat av att gynna bönderna.
Den 6 augusti avgick Ekman då det upptäcktes att han för de frisinnades räkning tagit emot en andra check på 50 000 kronor från Ivar Kreuger. En tidigare check på samma belopp var redan känd. Samma dag utsågs finansminister Felix Hamrin till ny statsminister.
Socialdemokraten Ernst Wigforss hade i Storbritannien tagit intryck av John Maynard Keynes nationalekonomiska teorier. Det viktigaste resultatet för valkampanjens del var att socialdemokraterna ville att systemet med nödhjälpsarbeten skulle ersättas med riktiga jobb som betalades med marknadsmässiga löner av staten.
Partiernas valaffischer:
- Skydd för svenskt arbete! Förbättra jordbruksfolkets ställning! Välj med Högern
- Minns Ådalen - rösta med Arbetarpartiet kommunisterna
- Du röstar vid riksdagsvalet under parollen klass mot klass, Det enda parti som i gärning är ett arbetarparti. - Röd, proletär enhetsfront mot borgarfronten o. dess köpta lakejer! - Kommunistiska Partiet
- Högern vill beskydda privata beväpnade kårer. Rösta med arbetarepartiet
- Arbete och självförsörjning - Rättsordningens värnande - Frihet och försvar - Välj med de borgerliga

## Valresultat
För samtliga genom valet invalda riksdagsmän, se Lista över ledamöter av Sveriges riksdags andra kammare 1933-1936.
| Parti                | Parti                                     | Partiledare                      | Röster             | Röster | Röster | Mandatfördelning | Mandatfördelning |
| Parti                | Parti                                     | Partiledare                      | Antal              | %      | +− %   | Antal            | +−               |
| -------------------- | ----------------------------------------- | -------------------------------- | ------------------ | ------ | ------ | ---------------- | ---------------- |
|                      | Socialdemokraterna                        | Per Albin Hansson                | 1 040 689          | 41,7   | +4,7   | 104              | +14              |
|                      | Allmänna valmansförbundet                 | Arvid Lindman                    | 576 337            | 23,1   | −5,5   | 58               | −15              |
|                      | Bondeförbundet                            | Olof Olsson                      | 351 215            | 14,1   | +2,9   | 36               | +9               |
|                      | Frisinnade landsföreningen                | Carl Gustaf Ekman & Felix Hamrin | 244 577            | 9,8    | −3,1   | 20               | −8               |
|                      | Sveriges kommunistiska parti (Kilbomare)  | Nils Flyg                        | 132 564            | 5,3    | —      | 6                | +6               |
|                      | Sveriges kommunistiska parti (Sillénare)  | Sven Linderot                    | 74 245             | 3,0    | -3,4   | 2                | −6               |
|                      | Liberala riksdagspartiet                  | Eliel Löfgren                    | 48 722             | 1,9    | −1,1   | 4                | +-0              |
|                      | Svenska nationalsocialistiska partiet     | Birger Furugård                  | 15 170             | 0,6    | —      | —                | —                |
|                      | Kyrkliga folkpartiet                      | Ivar Rhedin                      | 8 911              | 0,4    | —      | —                | —                |
|                      | Centerpartiet                             | N.A. Nilsson                     | 2 501              | 0,1    | —      | —                | —                |
|                      | Övriga partier                            | —                                | 175                | 0,0    | —      | —                | —                |
|                      | Socialistiska blocket (S + SKP-S + SKP-K) | —                                | 1 247 498          | 50,0   | —      | 112              | —                |
|                      | Borgerliga blocket (BF + AV + FL + LRP)   | —                                | 1 220 851          | 48,9   | —      | 118              | —                |
| Antal giltiga röster | Antal giltiga röster                      | Antal giltiga röster             | 2 495 106          | 100,00 |        | 230              |                  |
| Ogiltiga röster      | Ogiltiga röster                           | Ogiltiga röster                  | 6 062              |        |        |                  |                  |
| Totalt               | Totalt                                    | Totalt                           | 2 500 769 (67,6 %) |        |        |                  |                  |

- Centerpartiet erhöll endast röster i Stockholms stads, Stockholms län och Örebro läns valkretsar.
- Kyrkliga Folkpartiet var främst verksamt i Göteborgs stad och Göteborgs- och Bohusläns valkretsar, där partiet fick 5 633 röster.
- Bland de nya invalda riksdagsmännen återfanns bland annat socialdemokraten Tage Erlander och kommunisten Hilding Hagberg.

## Regeringsbildning
Den 19 september 1932 gav Gustaf V i uppdrag till Per Albin Hansson att bilda regering. Den nya regeringen, Regeringen Hansson I, tillträdde den 27 september samma år.
Även Bondeförbundets partiledare Olof Olsson ville bilda regering men arbetet avbröts innan det kommit så långt som överläggningar med andra partier eftersom Bondeförbundets partistyrelse inte var intresserad av regeringsmakten. Detta satt i sedan sent 1800-talet då man talade om lantmännen följer endast med till konseljsalens dörr men går inte in, dvs. att bönderna gärna gjorde uppgörelser med andra partier men aldrig satt i regeringen.